# Reinhardtius hippoglossoides
El fletán negro (Reinhardtius hippoglossoides) pertenece a la familia Pleuronectidae y es la única especie del género Reinhardtius. Es un pez depredador que se encuentra principalmente a profundidades entre 500 y 1000 m en las aguas frías de los océanos Atlántico norte, Pacífico norte y Ártico. 
Por influencia anglosajona también se conoce como halibut negro o halibut de Groenlandia. En partes de Norteamérica se le denomina turbot (rodaballo) de Groenlandia o de Terranova, pero estos nombres no se usan en Europa donde pueden causar una confusión con el verdadero rodaballo (Scophthalmus maximus).
El fletán negro se pesca con fines comerciales en toda su área de distribución y las disputas sobre los derechos de pesca de esta especie en el océano Atlántico frente a la costa de Canadá dieron lugar a la Guerra del Fletán entre España y Canadá de mediados de los años 1990 (sin heridos ni víctimas).
El fletán negro es un pez plano (Pleuronectiformes), ya que su ojo izquierdo migra durante el desarrollo del pez al lado derecho de la cabeza. Sin embargo, en esta especie, no se llega a mover tanto como en los peces planos que viven en el fondo y por lo que probablemente el fletán negro pueda ver hacia adelante. Además puede nadar en posición vertical y ambos lados de su cuerpo son de color marrón moteado, aunque el lado izquierdo es bastante más pálido.
El fiordo Hellefisk en Groenlandia debe su nombre a este pez, siendo hellefisk su nombre danés.

## Descripción
Su morfología con el ojo izquierdo posicionado sobre la cresta dorsal de la frente le da una apariencia de cíclope cuando se le mira directamente. La posición central del ojo izquierdo en el fletán negro probablemente le otorga un rango de visión periférica mucho más amplio en comparación con otros peces planos, que tienen el ojo migrado completamente. Su forma corporal es alargada y comprimida dorsoventralmente y los músculos de ambos lados están igualmente desarrollados. Ambos lados están pigmentados, pero el lado ciego (izquierdo) es ligeramente más claro que el lado derecho. La longitud máxima es de unos 120 cm y el peso máximo es de aproximadamente 45 kilogramos, la longitud normal es de entre 80 y 100 cm y suelen pesar entre 11 y 25 kilogramos.

## Distribución y hábitat
El fletán negro es una especie de aguas frías que se puede llegar a enccontrar a desde cerca de la superficie hasta a profundidades de 2.200 metros, aunque su rango habitual es entre 500 y 1000 m. Se suele encontrar en aguas con temperaturas que van de 1 hasta 4 °C, pero se ha observado hasta a −2.1 °C. Tiene una distribución circumpolar en el hemisferio norte y se encuentra tanto en el océano Atlántico Norte como en el Pacífico Norte. En el Pacífico Norte, se extiende desde el Mar de Japón cerca de Honshu hacia el norte hasta el Mar de Chukotja, al este a través de las Islas Aleutianas y al sur hasta el norte de Baja California en México. En el Atlántico Norte, se encuentra desde las Islas Británicas hasta el norte de Noruega, las Islas Feroe, Islandia y el este de Groenlandia en el este y desde Terranova hasta el noroeste de Groenlandia en el oeste.

## Biología

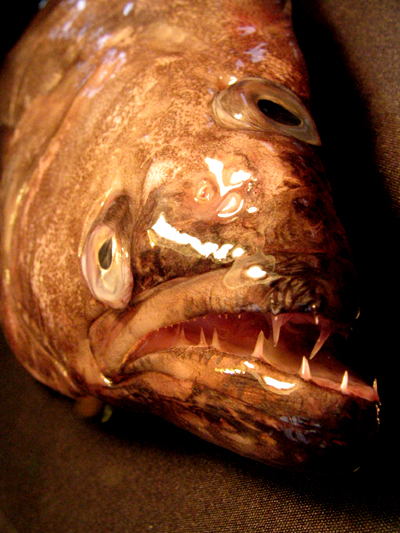
Primer plano de la cabeza, que muestra los poderosos dientes de esta especie depredadora (cara superior a la izquierda, inferior a la derecha)

Como especie de pez plano que es, se presumiría que este pez pasa el tiempo en el fondo marino, sin embargo, la información de marcado demuestra que pasan tiempo también cerca del fondo marino y hacen frecuentes ascensiones en la columna de agua, presumiblemente para alimentarse. Estos movimientos hacia arriba explican por qué a menudo se captura pelágicamente. Se ha especulado que cuando están en la columna de agua nadarán en posición vertical, pero los datos de las etiquetas de almacenamiento de datos no respaldan esta hipótesis.
El fletán negro es un depredador oportunista y consume una variedad de presas de hábitats demersales y pelágicos. Generalmente, los inferiores a 20 cm de longitud se alimentan de pequeños crustáceos, como anfípodos. Según crecen, su dieta cambia y comienzan a alimentarse de camarones y peces, y los individuos mayores de 60 cm son principalmente piscívoros. Su dieta también varía espacialmente, lo que refleja la disponibilidad de diferentes presas en diferentes áreas. En el noreste del Ártico, consumen calamares y peces como arenque del Atlántico, capelán y bacalao del Atlántico son componentes importantes de su dieta, siendo los calamares un componente más importante de la dieta de los individuos más pequeños. En el mar de Beaufort y el este de Canadá, bacalao polar y pez caracol gelatinoso son presas importantes mientras que en las zonas de cría de camarones del oeste de Groenlandia, los camarones y Sebastes (pez rojo) son las presas principales. Se sabe que se alimentan de cantidades importantes de despojos descartados por los barcos pesqueros.
El fletán negro desova entre enero y marzo. Durante el desove, el fletán negro realiza ascensos de desove, en los que asciende a través de la columna de agua desde aguas profundas hasta profundidades de alrededor de 200 a 350 m, donde libera sus huevos y esperma antes de descender nuevamente a aguas más profundas. Las hembras liberarán una tanda de huevos cada año a partir de entonces, mientras que los machos se unen con varias hembras a lo largo de la temporada de desove. Los huevos y las larvas permanecen suspendidos en la columna de agua durante todo el desarrollo y completan su metamorfosis al alcanzar una longitud de 6 a 8,5 cm.
El fletán negro tiene una forma de desarrollo de gónadas considerada inusual en comparación con otras especies de peces. Desarrollan dos grupos de ovocitos simultáneamente, un grupo se desova en el ciclo de desove actual y el otro en el siguiente ciclo de desove. La razón de esto se debe a que producen huevos grandes (2,5-3,0 mm de diámetro) y al agua fría en la que habitan, por lo que los ovocitos tardan más de un año en completar la vitelogénesis. Si desarrollaran un grupo de ovocitos a la vez, solo podrían desovar cada dos años.

## Pesca y conservación

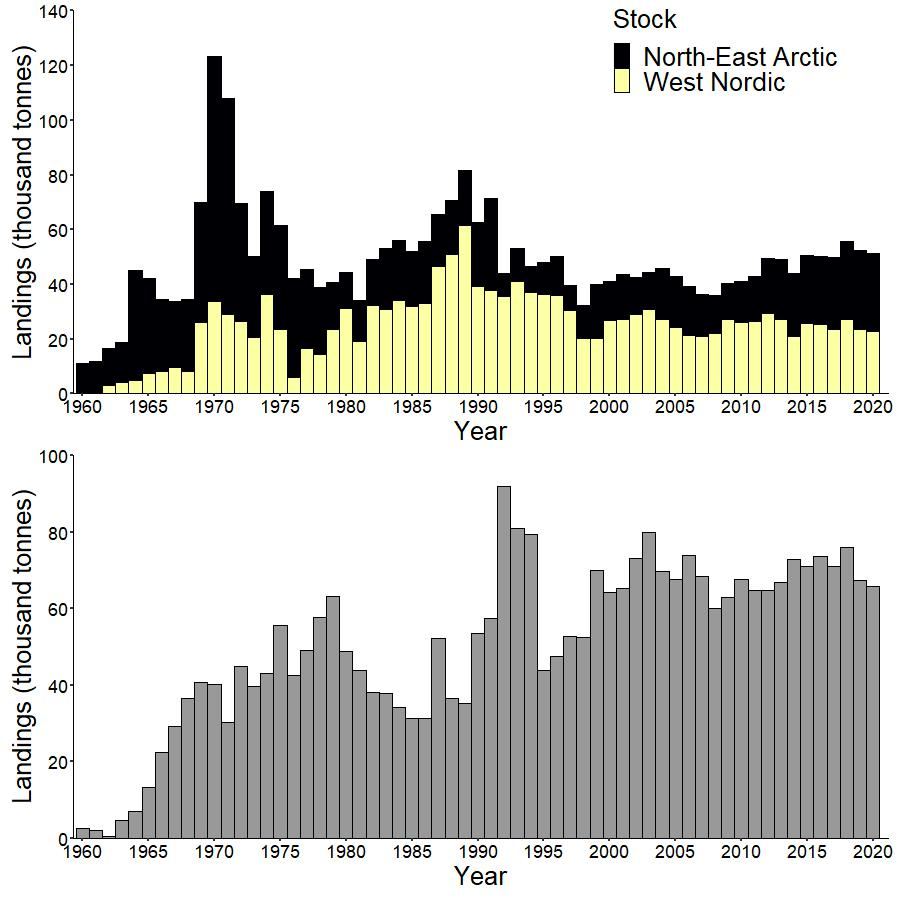
Desembarques de fletán negro (Reinhardtius hippoglossoides) en el océano Atlántico oriental (arriba) y occidental (abajo). Los desembarques procedentes del Atlántico oriental se dividen en la población del Ártico nororiental y la población del Nórdico occidental. Datos de ICES y NAFO.

El fletán negro se pesca con fines comerciales en varios países, entre ellos Rusia, Noruega, Islandia, Alemania, España, Groenlandia y Canadá, y se captura utilizando una variedad de artes, entre ellas redes de arrastre de fondo, palangres y redes de enmalle. Los desembarques reportados han oscilado entre 50 y 140 mil toneladas métricas por año desde 1960. La pesca es la industria más importante de Groenlandia, y el fletán negro es la segunda especie más importante (después del camarón boreal ), lo que significa que cualquier cambio puede tener un efecto significativo en la economía general del país, así como en la economía local, ya que la mayoría de las pesquerías costeras involucran pescadores en pequeña escala y en pequeñas embarcaciones. De manera similar, la pesca del fletán negro es muy importante para algunas comunidades de las Primeras Naciones y de los inuit de Canadá.
La especie no está amenazada en general y puede ser abundante localmente, pero está casi amenazada. Hasta la década de 1970, la especie disminuyó debido a la sobrepesca, pero desde la década de 1980 se ha observado un ligero aumento general, aunque algunas poblaciones locales han disminuido aún más. La principal amenaza es la sobrepesca. Las amenazas secundarias están relacionadas con sus zonas de desove en aguas profundas. Algunos se encuentran en zonas de extracción de petróleo y gas. Otras zonas de desove se encuentran en regiones profundas, cercanas a la costa, donde el ecosistema depende de los nutrientes del agua de deshielo de los glaciares, pero estos están desapareciendo gradualmente.
En 2010, Greenpeace Internacional añadió el fletán negro a su lista roja de productos del mar porque parte de la pesca de esta especie se realiza mediante redes de arrastre de fondo, lo que puede causar daños ambientales importantes, y algunas poblaciones parecen estar sobreexplotadas. En las regiones costeras y algunas regiones de alta mar, la pesca del fletán negro se realiza principalmente con palangres de aguas profundas (fuera del alcance de las aves marinas y demasiado frío para las tortugas marinas, problemas para este tipo de pesca en otras partes en aguas menos profundas y cálidas) y redes de enmalle de fondo estacionarias, que no causan el mismo daño que la pesca de arrastre de fondo. En 2017, el Marine Stewardship Council certificó que la pesquería de fletán negro era sostenible. Dado que Canadá y Groenlandia comparten las poblaciones de alta mar en la región del estrecho de Davis y la bahía de Baffin, ambos han compartido la cuota de pesca y siguen las mismas directrices en esta región. Las poblaciones de alta mar en esta región son saludables, estables y bien gestionadas, pero en las zonas más costeras algunas poblaciones han disminuido debido a la sobrepesca, aunque reciben un aporte regular de peces jóvenes de las poblaciones estables de alta mar. También se han alcanzado acuerdos sobre cuotas de pesca para la pesca en alta mar del fletán negro y otras especies entre Groenlandia, las Islas Feroe, Noruega y Rusia. Entre las poblaciones bien monitoreadas, las de la región de Groenlandia Oriental-Islandia (es decir, el Mar de Groenlandia, el Estrecho de Dinamarca y sus alrededores) experimentaron el mayor descenso desde la década de 1970. En 2019, las partes acordaron reducir la pesca del fletán negro en la región del mar de Groenlandia, siguiendo las recomendaciones de los biólogos. En algunas aguas costeras de Groenlandia, las cuotas de pesca del fletán negro se han incrementado temporalmente varias veces, en contra de las recomendaciones de los biólogos pesqueros, y dando lugar a recomendaciones de una separación más clara de las decisiones sobre cuotas y el Gobierno de Groenlandia (decisiones que no se dejan totalmente en manos de la Comisión de Pesca de Groenlandia). También existe una pesquería más pequeña de esta especie en el Golfo de Alaska (donde es relativamente poco común) y en la región del Mar de Bering (donde es más común), y estas poblaciones no están sobreexplotadas.
La carne blanda y rica en aceite se considera buena, pero inferior a la del fletán del Atlántico y el rodaballo europeo. Tradicionalmente se salaba, pero hoy en día se consume mayoritariamente ahumado o congelado, y su principal mercado está en el este de Asia, donde se considera un manjar. Sin embargo, debido a la piel gruesa, el alto contenido de grasa y el bajo rendimiento de carne, se puede perder hasta un tercio del pescado en la producción. En Groenlandia, los restos se utilizan a menudo como alimento para los perros de trineo ( perros de Groenlandia ).